# Duguetia pycnastera
Duguetia pycnastera är en kirimojaväxtart som beskrevs av Noel Yvri Sandwith. Duguetia pycnastera ingår i släktet Duguetia och familjen kirimojaväxter. Inga underarter finns listade i Catalogue of Life.